# Lijst van Nederlandstalige parodieën op Nederlandstalige nummers
Onderstaande lijst geeft een overzicht van Nederlandstalige parodieën op Nederlandstalige hits. Het nummer dat voor de parodie dienstdeed is dikwijls zelf niet origineel; daarmee is hierbij geen rekening gehouden.
Indeling: originele titel (uitvoerende) - parodietitel (uitvoerende).
| Originele titel                                | Originele artiest                                  | Originele uitgave | Titel parodie/cover                                         | Artiest parodie/cover                                                     | Jaartal parodie/cover |
| ---------------------------------------------- | -------------------------------------------------- | ----------------- | ----------------------------------------------------------- | ------------------------------------------------------------------------- | --------------------- |
| 15 miljoen mensen                              | Fluitsma & Van Tijn                                | 1996              | 15 miljoen wensen                                           | Vormfout                                                                  | 1996                  |
| 15 miljoen mensen                              | Fluitsma & Van Tijn                                | 1996              | 17 miljoen mensen                                           | Davina Michelle & Snelle                                                  | 2020                  |
| 15 miljoen mensen                              | Fluitsma & Van Tijn                                | 1996              | 5 miljoen BN'ers                                            | Van der Laan & Woe (De Kwis)                                              | 2013                  |
| 15 miljoen mensen                              | Fluitsma & Van Tijn                                | 1996              | Koningin van alle mensen                                    | RTL Boulevard                                                             | 2013                  |
| 10.000 luchtballonnen                          | K3                                                 | 2015              | 10.000 luchtkastelen                                        | Van der Laan & Woe (Even tot hier), K3                                    | 2021                  |
| Afscheid                                       | Volumia!                                           | 1998              | Vuurwerkverbod                                              | Van der Laan & Woe (Even tot hier), Glennis Grace                         | 2025                  |
| Ademnood                                       | Linda, Roos & Jessica                              | 1995              | Waardeloos                                                  | Tina, Toos en Tessa                                                       | 1996                  |
| Alles is op                                    | Samson & Gert                                      | 1996              | Alles moet op                                               | Lamme Frans                                                               | 2018                  |
| Alles kan een mens gelukkig maken              | Het Goede Doel & René Froger                       | 1989              | Alles kan ‘n muis gelukkig maken                            | Bart de Graaff                                                            | 1989                  |
| Als ik de baas zou zijn (van het journaal)     | Kinderen voor Kinderen                             | 1984              | Amira vs. Kinderen voor Kinderen                            | Van der Laan & Woe (De Kwis), Kinderen voor Kinderen                      | 2013                  |
| Als ze er niet is                              | De Dijk                                            | 1994              | Een Idol Weet Niet Wat Het Is                               | Alex Klaassen (Kopspijkers)                                               |                       |
| Bassie en Adriaan tune                         | Bassie en Adriaan                                  | 1978              | Arie en Bastiaan                                            | De Gabberclown                                                            | 1997                  |
| België (Is er leven op Pluto...?)              | Het Goede Doel                                     | 1982              | België (WK Anthem 2018)                                     | Ponkers                                                                   | 2018                  |
| België (Is er leven op Pluto...?)              | Het Goede Doel                                     | 1982              | Groningen                                                   | Van der Laan & Woe (De Kwis)                                              |                       |
| Beauty & de brains                             | Nielson                                            | 2012              | Alles in een!                                               | Lamme Frans                                                               | 2013                  |
| Daar gaat ze                                   | Clouseau                                           | 1990              | Daar gaat ze                                                | Snollebollekes                                                            | 2016                  |
| Daar gaat ze                                   | Clouseau                                           | 1990              | Daar staan ze                                               | Van der Laan & Woe (Even tot hier), Clouseau                              | 2021                  |
| Dansplaat                                      | Brainpower                                         | 2002              | Samla, Kragsta, Vårsta                                      | Van der Laan & Woe (Even tot hier), Brainpower                            | 2021                  |
| De eerste keer                                 | Maxine en Franklin Brown                           | 1995              | Niet de eerste keer                                         | Van der Laan & Woe (Even tot hier), Maxine en Franklin Brown              | 2021                  |
| De rode schoentjes                             | Booming Support                                    | 1992              | Kaplaarzen                                                  | Dingetje                                                                  | 1992                  |
| De rode schoentjes                             | Booming Support                                    | 1992              | De stukgedanste schoentjes                                  | The Feetlickers                                                           |                       |
| De troubadour                                  | Lenny Kuhr                                         | 1969              | De conducteur                                               | Van der Laan en Woe (De Kwis)                                             | 2015                  |
| De troubadour                                  | Lenny Kuhr                                         | 1969              | De Admiraal                                                 | Van der Laan & Woe (Even tot hier), Lenny Kuhr                            | 2022                  |
| De uil was in de olmen                         |                                                    |                   | Den Uyl is in den olie                                      | Vader Abraham en Boer Koekoek                                             | 1974                  |
| De wandelclub                                  | Jasperina de Jong                                  | 1967              | De wandelclub                                               | Van der Laan & Woe (Even tot hier)                                        | 2023                  |
| De wandelclub                                  | Jasperina de Jong                                  | 1967              | Jo met de banjo                                             | Sugar Lee Hooper                                                          | 1993                  |
| De wilde boerndochtere                         | Ivan Heylen                                        | 1974              | De tamme boerenzoon                                         | André van Duin                                                            | 1974                  |
| De wilde boerndochtere                         | Ivan Heylen                                        | 1974              | De Warkvràà                                                 | De Strangers                                                              |                       |
| Dodenrit                                       | Drs. P                                             | 1974              | Holland hier, Holland daar                                  | Mike Boddé als Drs. P (Kopspijkers)                                       |                       |
| Dom, Lomp en Famous                            | The Opposites feat. Dio en Willie Wartaal          | 2007              | Klein, stoer en boer                                        | Jelm-R*                                                                   |                       |
| Drank & drugs                                  | Lil' Kleine en Ronnie Flex                         | 2015              | Chips en cola                                               | Lil' Kleine en Ronnie Flex                                                | 2015                  |
| Drank & drugs                                  | Lil' Kleine en Ronnie Flex                         | 2015              | Diabetes                                                    | Van der Laan & Woe (Even tot hier)                                        | 2023                  |
| Drank & drugs                                  | Lil' Kleine en Ronnie Flex                         | 2015              | Frank met uggs                                              | Ponksters                                                                 | 2015                  |
| Een beetje verliefd                            | André Hazes                                        | 1981              | Een beetje verziekt                                         | Rubberen Robbie                                                           |                       |
| Een beetje verliefd                            | André Hazes                                        | 1981              | Verliefd beetje een                                         | Enge Buren                                                                |                       |
| Een bossie rooie rozen                         | Alex                                               | 2000              | Een bussie vol met Polen!!                                  | Johan Vlemmix en Nol Roos                                                 | 2008                  |
| Een muis in een molen                          | Rudi Carrell en Damrakkertjes                      | 1965              | Ik zie een pils                                             | De Havenzangers                                                           |                       |
| Een reisje langs de Rijn                       | Louis en Rika Davids                               | 1906              | Wat drijft daar op de Rijn                                  | Adèle Bloemendaal                                                         |                       |
| Eenzaam zonder jou                             | Will Tura                                          | 1962              | Ik ben zo eenzaam zonder mij                                | Kamagurka                                                                 |                       |
| Eviva España                                   | Samantha                                           | 1971              | De mokskes van Sponje                                       | Jef van Maria                                                             | 1972                  |
| Eviva España                                   | Samantha                                           | 1971              | Geen vliegtuig naar Spanje                                  | Van der Laan & Woe (Even tot hier), Imca Marina                           | 2023                  |
| Geef mij je angst                              | Guus Meeuwis                                       | 2005              | Geef mij nu je jas                                          | Guus en Meeuwis                                                           | 2007                  |
| Giddy up go                                    | Gerard de Vries                                    | 1966              | Giddy up go                                                 | Bob de Rooy                                                               |                       |
| Giddy up go                                    | Gerard de Vries                                    | 1966              | Met melk meer mans                                          | Dingetje                                                                  |                       |
| Goeiemorgen, morgen                            | Nicole & Hugo                                      | 1971              | Goeie morge, morge                                          | De Strangers                                                              |                       |
| Guus                                           | Alexander Curly                                    | 1975              | Guus kom naar huus                                          | De Dikke Lul Band                                                         |                       |
| Fan                                            | Ronnie Flex & Famke Louise                         | 2018              | Fortnite Fan                                                | Vogeljongen                                                               | 2018                  |
| Flappie                                        | Youp van 't Hek                                    | 1981              | Het antwoord van Flappie                                    | Kraantje Pappie                                                           | 2015                  |
| Flappie                                        | Youp van 't Hek                                    | 1981              | Wappie                                                      | Van der Laan & Woe (Even tot hier), Youp van 't Hek                       | 2020                  |
| Habiba                                         | Boef                                               | 2017              | Een liga                                                    | Clonny Games                                                              | 2017                  |
| Heb je even voor mij?                          | Frans Bauer                                        | 2003              | 'k Heb nu even geen tijd                                    | Joop Buikloop                                                             |                       |
| Heb je even voor mij?                          | Frans Bauer                                        | 2003              | Heb je jonko voor mij                                       | Donnie                                                                    |                       |
| Hemel en aarde                                 | Edsilia Rombley                                    | 1998              | We gaan weer bewegen                                        | Van der Laan & Woe (Even tot hier), Edsilia Rombley                       | 2020                  |
| Het busje komt zo                              | Höllenboer                                         | 1995              | Knutsel komt zo                                             | De Smurfen                                                                |                       |
| Het busje komt zo                              | Höllenboer                                         | 1995              | Me zusje komt zo                                            | René van der Gijp                                                         |                       |
| Het dorp                                       | Wim Sonneveld                                      | 1974              | Het dorp                                                    | De Vliegende Panters                                                      |                       |
| Het dorp                                       | Wim Sonneveld                                      | 1974              | Het dorp                                                    | Alex Klaassen (Kopspijkers)                                               |                       |
| Het dorp                                       | Wim Sonneveld                                      | 1974              | Het dorp                                                    | Ali Osram                                                                 |                       |
| Het dorp                                       | Wim Sonneveld                                      | 1974              | Hooligans                                                   | Van der Laan & Woe (Even tot hier)                                        | 2023                  |
| Het spel kaarten                               | Gerard de Vries                                    | 1965              | De training                                                 | Frans Halsema                                                             |                       |
| Het werd zomer                                 | Rob de Nijs                                        | 1977              | Mannen worden ouder                                         | Simplisties Verbond                                                       |                       |
| Hoe het danst                                  | Marco Borsato, Armin van Buuren en Davina Michelle | 2019              | Het Marc Van Ranst lied                                     | Supercontent                                                              |                       |
| Ik doe wat ik doe                              | Astrid Nijgh                                       | 1973              | Ge doe wat ge doe                                           | De Strangers                                                              |                       |
| Ik doe wat ik doe                              | Astrid Nijgh                                       | 1973              | Ik doe wat ik deed                                          | Van der Laan & Woe (Even tot hier), Astrid Nijgh                          | 2022                  |
| Ik ga zwemmen                                  | Mart Hoogkamer                                     | 2021              | Ik ga padellen                                              | Supercontent                                                              |                       |
| Ik heb zo waanzinnig gedroomd                  | Kinderen voor Kinderen                             | 1981              | Waanzinnig geblowd                                          | Appie Aso                                                                 |                       |
| Ik neem je mee                                 | Gers Pardoel                                       | 2011              | 'k Heb haast geen haar                                      | Piet-R Hogenbirk                                                          |                       |
| Ik neem je mee                                 | Gers Pardoel                                       | 2011              | Ik laat je thuis                                            | Gerst                                                                     |                       |
| Ik neem je mee                                 | Gers Pardoel                                       | 2011              | Speel Je Mee                                                | De Smurfen                                                                |                       |
| Ik wou dat ik jou was                          | Veldhuis en Kemper                                 | 2003              | Ik wou dat ik lid was                                       | Utrechtse Corpspikken                                                     |                       |
| Ik zing dit lied voor jou alleen               | Jantje Smit                                        | 1997              | Ik zing dit lied voor Ome Henk                              | Jantje en Ome Henk                                                        | 1997                  |
| In 't kleine café aan de haven                 | Vader Abraham                                      | 1975              | In 't landje van niks aan het water                         | Alex Klaasen als Vader Abraham (Koppensnellers)                           |                       |
| In de schuur                                   | Snelle en Ronnie Flex                              | 2020              | In de schuur                                                | Immer Hansi                                                               |                       |
| Is dit alles                                   | Doe Maar                                           | 1982              | Geld is alles                                               | Van Kooten en De Bie                                                      |                       |
| 't Is weer voorbij die mooie zomer             | Gerard Cox                                         | 1973              | 't Is niets voor mij Game of Thrones                        | Van der Laan & Woe (Even tot hier), Gerard Cox                            | 2019                  |
| 't Is weer voorbij die mooie zomer             | Gerard Cox                                         | 1973              | Flits weer voorbij                                          | Van der Laan & Woe (Even tot hier), Gerard Cox                            | 2023                  |
| Jij bent zo                                    | Jeroen van der Boom                                | 2007              | Jij bent zo                                                 | De Smurfen                                                                |                       |
| Jimmy                                          | Boudewijn de Groot                                 | 1973              | Ne Kadee Met Haar Oep Z'n Tanden                            | De Strangers                                                              |                       |
| Juliana, bedankt                               | Willy Alberti                                      | 1980              | Willy Alberti bedankt!                                      | André van Duin                                                            | 1980                  |
| Katinka                                        | De Spelbrekers                                     | 1962              | Lekkere worst van de HEMA                                   | Kleinkeinder                                                              |                       |
| Kind van de duivel                             | Jebroer en Paul Elstak                             | 2017              | Kind van de zuivel                                          | Jeukvogel                                                                 | 2017                  |
| Koningslied                                    | Nationaal Comité Inhuldiging                       | 2013              | Koningslied                                                 | Supercontent                                                              |                       |
| Koningslied                                    | Nationaal Comité Inhuldiging                       | 2013              | De vlag die je wist dat zou komen                           | Van der Laan en Woe (De Kwis)                                             |                       |
| Kom van dat dak af                             | Peter Koelewijn                                    | 1960              | Kom van dat gras af                                         | Van der Laan & Woe (Even tot hier), Peter Koelewijn                       | 2023                  |
| Ladada (Mon dernier mot)                       | Claude                                             | 2022              | Ladders zat                                                 | Gullie, Lanterfantje                                                      | 2023                  |
| Leef                                           | André Hazes jr.                                    | 2015              | Zuip                                                        | Andersom en Bart van der Stelt                                            |                       |
| Leef nu het kan                                | Jan Smit                                           | 2010              | Het HBO lied                                                | Grote Luuul                                                               | 2014                  |
| Leipe mocro flavour                            | Ali B                                              | 2004              | Bij elke mocro zege                                         | Van der Laan & Woe (Even tot hier)                                        | 2022                  |
| Lekker met de meiden                           | MEROL                                              | 2019              | Lekker met Joe Biden                                        | Van der Laan & Woe (Even tot hier), MEROL                                 | 2020                  |
| Liefde in de lucht                             | Kraantje Pappie en Joshua Nolet                    | 2018              | Dieven Op De Vlucht                                         | Ponkers                                                                   |                       |
| Lieve kleine piranha                           | Gorki                                              | 1991              | Veel te kleine pyjama                                       | Raf Coppens                                                               |                       |
| Limburg                                        | Rowwen Hèze                                        | 1996              | 't Is een kwestie van geduld                                | Van der Laan & Woe (Even tot hier), Rowwen Hèze                           | 2023                  |
| Links rechts                                   | Snollebollekes                                     | 2015              | De Snottebellekes                                           | Van der Laan & Woe (Even tot hier)                                        | 2021                  |
| Luister even wat ik vraag                      | Ome Willem (Harry Bannink en Willem Wilmink)       | 1962              | Ome Ali                                                     | Enge Buren                                                                | 2012                  |
| Mag ik dan bij jou                             | Claudia de Breij                                   | 2011              | Mag ik dan bij jou (schijten)                               | Freddy Flapdrol                                                           | 2015                  |
| Malle Babbe                                    | Rob de Nijs                                        | 1973              | Ajax is kampioen                                            | Danny Lukassen                                                            |                       |
| MaMaSé!                                        | K3                                                 | 2010              | K3                                                          | Van der Laan en Woe (De Kwis)                                             | 2015                  |
| Mexico                                         | Zangeres Zonder Naam                               | 1996              | Eskimo                                                      | André van Duin                                                            |                       |
| Naar de speeltuin                              | Heleentje van Cappelle                             | 1951              | Naar de kermis                                              | Ome Henk                                                                  | 1993                  |
| Never nooit meer                               | Gordon en Re-Play                                  | 1999              | Never nooit meer                                            | Van der Laan en Woe (De Kwis), Gordon                                     |                       |
| Niet of nooit geweest                          | Acda en De Munnik                                  | 1998              | Hun zijn mezelf niet of nooit geweest                       | Mike Boddé, Viggo Waas, ... , Klaas van der Eerden en Kenneth Herdigein   |                       |
| No Go Zone                                     | New Wave                                           | 2015              | Rijkeluiszoon                                               | Ponkers                                                                   |                       |
| Noodgeval                                      | Goldband                                           | 2021              | Broodje bal                                                 | Goed Blauw                                                                | 2023                  |
| Peppi en Kokki                                 | Gerard van Essen & Herman Kortekaas                |                   | Hakke en zage                                               | Gabber Piet                                                               | 1996                  |
| Per Spoor (Kedeng Kedeng)                      | Guus Meeuwis                                       | 1996              | Per Stoep                                                   | De Dikke Lul Band                                                         |                       |
| Per Spoor (Kedeng Kedeng)                      | Guus Meeuwis                                       | 1996              | Klereding                                                   | Van der Laan en Woe (De Kwis)                                             |                       |
| Peter                                          | Sweet Sixteen                                      | 1960              | Peter                                                       | Jiskefet                                                                  | 1996                  |
| Peter                                          | Sweet Sixteen                                      | 1960              | Peter                                                       | Neerlands Hoop                                                            | 1976                  |
| Reünie                                         | Snelle                                             | 2019              | Reünie (Après-Ski)                                          | Immer Hansi                                                               |                       |
| Sexy als ik dans                               | Nielson                                            | 2014              | Sexy als ik schrans                                         | Fatclap                                                                   | 2015                  |
| Smurfenlied                                    | Vader Abraham en de Smurfen                        | 1977              | Slurvenlied                                                 | Rubberen Robbie                                                           | 1982                  |
| Smurfenlied                                    | Vader Abraham en de Smurfen                        | 1977              | Vader Grijzenbaard                                          | De Strangers                                                              | 1978                  |
| 'n Sneeuwwitte bruidsjurk                      | Henk Wijngaard                                     | 1988              | Voor een prikkie trek ik aan je pikkie                      | Willem Kwakkie & Mientje Potent                                           |                       |
| Spraakwater                                    | Extince                                            | 1995              | Braakwater                                                  | Osdorp Posse                                                              |                       |
| Stap voor stap                                 | Kav Verhouzer en Sjaak                             |                   | Tapf Naar Tapf                                              | Immer Hansi                                                               |                       |
| Sterrenstof                                    | De Jeugd van Tegenwoordig                          | 2010              | De jeugd van tegenwoordig                                   | Van der Laan en Woe (De Kwis)                                             | 2013                  |
| Stiekem gedanst                                | Toontje Lager                                      | 1983              | Streaker voor je gedanst                                    | Van der Laan en Woe (De Kwis)                                             | 2017                  |
| Stiekem gedanst                                | Toontje Lager                                      | 1983              | Stiekem terug in de kast                                    | Van der Laan & Woe (Even tot hier), Toontje Lager                         | 2023                  |
| Swiebertje                                     | Joop Doderer & de Damrakkertjes                    |                   | Gabbertje                                                   | Hakkûhbar                                                                 | 1996                  |
| Teletubbies                                    |                                                    |                   | Teringtubbies                                               | Bart de Graaff                                                            |                       |
| Toen ik je zag                                 | Hero                                               | 1997              | Een rookvrije generatie                                     | Van der Laan & Woe (Even tot hier)                                        | 2022                  |
| Tolhuis, kiele kiele tolhuis                   |                                                    |                   | Kiele kiele Koeweit                                         | Farce Majeure                                                             | 1974                  |
| Toppertje                                      | Guillermo & Tropical Danny                         | 2006              | Rubbertje                                                   | Badmuts                                                                   |                       |
| Toppertje                                      | Guillermo & Tropical Danny                         | 2006              | Doe mij een pepernoot                                       | Feestpieten                                                               | 2006                  |
| Twee reebruine ogen                            | Selvera's                                          | 1956              | Twee mobiele ogen die keken de kraker aan (Het krakerslied) | Rubberen Robbie                                                           |                       |
| Uche, uche, uche                               | Vader Abraham                                      | 1973              | Met Romana op de scooter                                    | Zanger Rinus                                                              | 2011                  |
| Verliefd op je moeder                          | Lil Kleine                                         |                   | Verliefd op je oma                                          | Dylan Haegens                                                             |                       |
| Viva Hollandia                                 | Wolter Kroes                                       | 2008              | Viva Smurflandia                                            | De Smurfen                                                                |                       |
| Vlaanderen                                     | Paul van Vliet                                     |                   | Holland                                                     | De Strangers                                                              |                       |
| Vluchten kan niet meer                         | Frans Halsema en Jenny Arean                       | 1972              | Luchten kan niet meer                                       | Kees Torn                                                                 | 2013                  |
| Vluchten kan niet meer                         | Frans Halsema en Jenny Arean                       | 1972              | Bukken kan niet meer                                        | Van der Laan & Woe (Even tot hier), Jenny Arean                           |                       |
| Waar ga je heen                                | Emma Heesters                                      | 2020              | Waar gaan we heen                                           | Van der Laan & Woe (Even tot hier), Emma Heesters                         | 2024                  |
| Waarheen, waarvoor                             | Mieke Telkamp                                      | 1971              | Waarheen, waarvoor                                          | Bob en Annie de Rooy                                                      |                       |
| Wakker met een wijsje                          | Kinderen voor Kinderen                             | 1991              | Wakker met een reisje                                       | Het vakantiespel                                                          |                       |
| Wakker met een wijsje                          | Kinderen voor Kinderen                             | 1991              | Wakker met een biertje!                                     | Lamme Frans                                                               |                       |
| Wat wil je doen                                | The Partysquad                                     | 2005              | Dat wil ik doen rauw                                        | Steen                                                                     |                       |
| Wat zou je doen                                | Marco Borsato en Ali B.                            | 2004              | Wat moet je doen                                            | Alex Klaasen en Thomas van Luyn als Marco Borsato en Ali B. (Kopspijkers) |                       |
| Watskeburt?!                                   | De Jeugd van Tegenwoordig                          | 2005              | Waarsmebird                                                 | Niet van gisteren                                                         | 2005                  |
| Watskeburt?!                                   | De Jeugd van Tegenwoordig                          | 2005              | Opkeplurt                                                   | Eline la Croix                                                            | 2005                  |
| We zullen doorgaan                             | Ramses Shaffy                                      | 1975              | Doorgaan                                                    | André van Duin                                                            | 1975                  |
| We zullen doorgaan                             | Ramses Shaffy                                      | 1975              | Zij zullen doorgaan                                         | Van der Laan & Woe (Even tot hier)                                        | 2023                  |
| Wereld zonder jou                              | Marco Borsato en Trijntje Oosterhuis               | 1997              | Trijntje en Arnold                                          | Van der Laan en Woe (De Kwis)                                             | 2013                  |
| Wij zijn twee vrienden (Hoebahop)              | Dennie Christiaan                                  | 1978              | Wij zijn twee vrienden (bier en ik)                         | Lamme Frans & Knuffelbier                                                 | 2017                  |
| Ya ya yippee                                   | K3                                                 | 2006              | Deze Kroeg (Ya Ya Jippie)                                   | PartyfrieX                                                                |                       |
| Zachte G, harde L                              | Jos van Oss                                        | 2010              | Zwarte P, witte L                                           | Piet van Vliet                                                            | 2010                  |
| Zeil je voor het eerst                         | Bart Kaëll                                         | 1990              | Zuipte Voor 't Eerst                                        | Katastroof                                                                |                       |
| Zeil je voor het eerst                         | Bart Kaëll                                         | 1990              | Zuipte Wa Teveel                                            | Ronny Retro                                                               |                       |
| Zij maakt het verschil                         | De Poema's                                         | 2001              | Een zakelijk geschil                                        | Van der Laan & Woe (Even tot hier), Martin Buitenhuis                     | 2020                  |
| Zing, vecht, huil, bid, lach, werk en bewonder | Ramses Shaffy                                      | 1971              | Graai, pak, grijp, jat, naai, pik en bedonder               | Alex Klaasen (Kopspijkers)                                                |                       |
| Zo vrolijk                                     | Herman van Veen                                    | 1986              | Zo dronken                                                  | Lamme Frans                                                               |                       |
| Zoutelande                                     | BLØF & Geike Arnaert                               | 2017              | Blij dat ik bier heb                                        | De Twee Fluitjes                                                          | 2018                  |
| Zuiderzeeballade                               | Oetze Verschoor en Sylvain Poons                   | 1959              | Puik idee ballade                                           | Jantje Smit en Normaal                                                    | 1999                  |
| Zuiderzeeballade                               | Oetze Verschoor en Sylvain Poons                   | 1959              | Vuile zee ballade                                           | Rubberen Robbie                                                           |                       |
| Zuiderzeeballade                               | Oetze Verschoor en Sylvain Poons                   | 1959              | De Buurvrouwballade                                         | John Doorzon en Dozo                                                      |                       |

*: Het origineel is zelf een parodie.